# Fachhochschule (Allemagne)
Pour les articles homonymes, voir Fachhochschule.
Une Fachhochschule (mot allemand, pluriel : Fachhochschulen, abr. FH), ou université de sciences appliquées, est un type d'établissement d'enseignement supérieur en Allemagne.
À l'automne 1968, la conférence permanente des ministres de l'Éducation des Länder décide de regrouper les anciennes écoles d'ingénieurs et les instituts techniques d'économie, ceux d'éducation et de travail sociaux, ceux de design et ceux d'agriculture dans un modèle unique de Fachhochschule. Celles-ci sont destinées aux étudiants qui ont obtenu leur diplôme de fin d'études secondaires (équivalent en France du baccalauréat technique) et réussi la Fachhochschulreife (qualification pour l'admission en collège technique) et leur proposent un programme d'études axé sur la pratique sur une base scientifique et leur permet d'obtenir un diplôme d'études supérieures.
Initialement la formation était courte ce qui rendait les Fachhochschulen comparables aux IUT et/ou des IUP français. Mais depuis 1998 leur statut les autorise à organiser des cursus de niveau 7 (Master).
Et on voit de plus en plus de diplômés de FH se réorienter vers un cursus académique et poursuivre vers un doctorat.
Ce type d'établissement se caractérise par un système école, avec des petites classes (taille nominale de 32 étudiants) et des cursus plus orientés vers le développement de compétences professionnelles qu'académiques.